# 캐논 EOS 60D
캐논 EOS 60D는 캐논이 2010년 9월 발표한 아마츄어용 디지털 일안 반사식 카메라이다. 50D와 비교하여 성능이 향상된 부분도 있으나, 7D와의 경쟁을 피하기 위해 기능이 하락한 부분도 있다. 경쟁 제품으로는 니콘 D7000, 소니 A550, 펜탁스 K-5, 올림푸스 E-5 등이 있다.

## 50D에 비해 향상된 기능
- 더 향상된 104만 화소수의 스위블 LCD
- 1800만 화소로 증가(550D, 600D, 7D와 같은 센서이다.)
- 시야율 96%로 향상
- 동영상 촬영 가능
  - 1080P 동영상은 30/25/24 프레임,720P는 60/50 프레임으로 촬영 가능
- 내장 RAW 컨버터, 환경 세팅, 크리에이티브 필터 내장
- 배터리 BP-512(1250mAh) -> LP-E6(1800mAh) 변경
- ISO 기본 값이 6400으로 증가/ISO 자동값을 더 높은 수치로 설정가능

## 50D에 비해 하락한 기능
- AF(자동 초점) Focus 미세조정 삭제
- 외장 싱크케이블 단자 삭제
- 커스텀 다이얼 C2,C3 삭제, 커스텀 옵션 다소 삭제
- 기존 유선릴리즈 3핀 컨넥터 삭제 -> 보급형 3.5잭으로 변경
- 메모리 카드 슬롯 SD로 변경(SD는 휴대성이 좋으나, CF보다 속도가 느리다.)
- 플라스틱바디 재질로 하향
- 연사 속도 5.3매/s로 하향
- 상부/정보창 간략화

## 사진

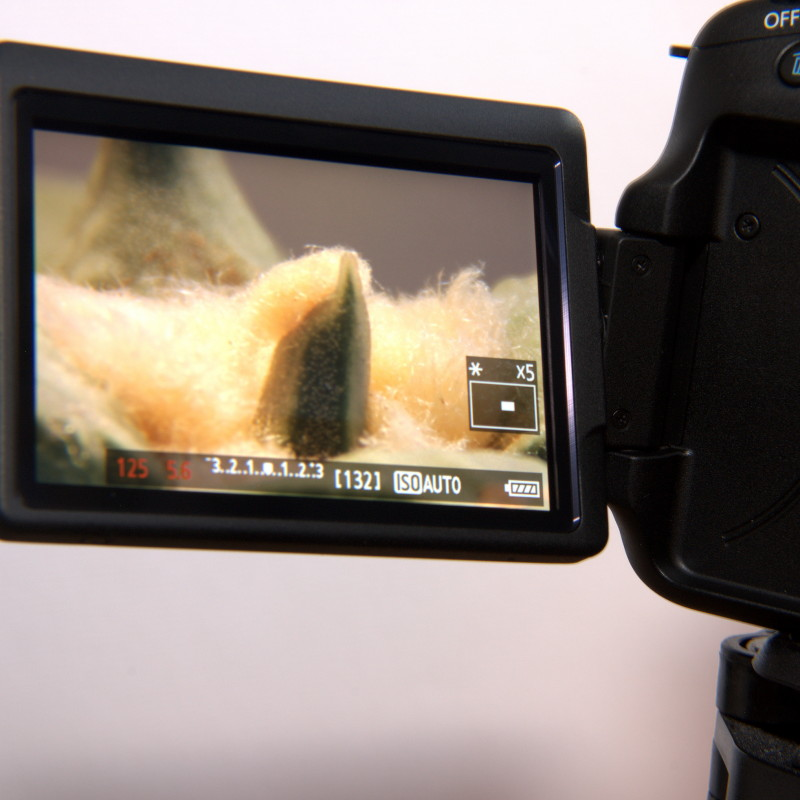
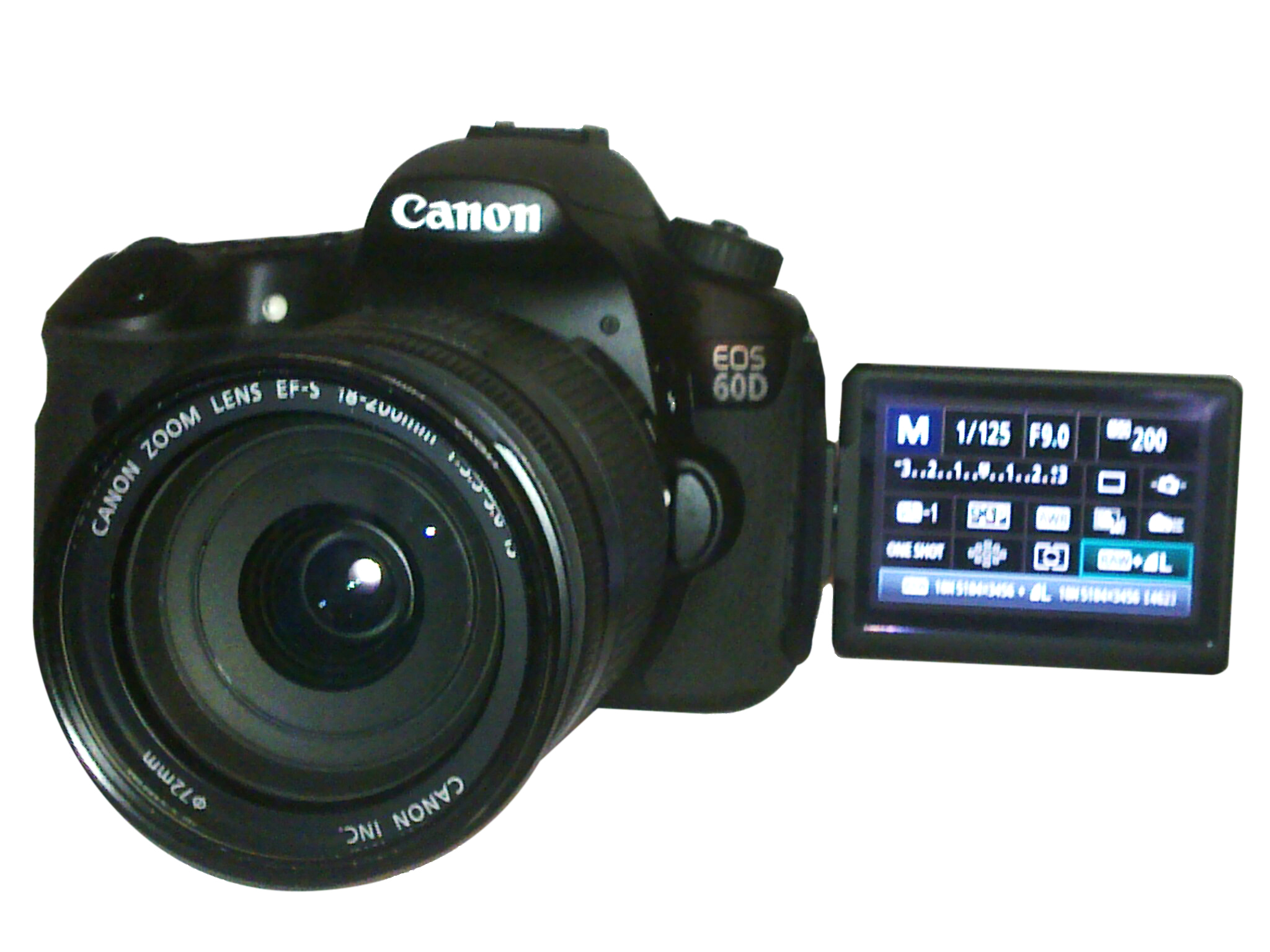
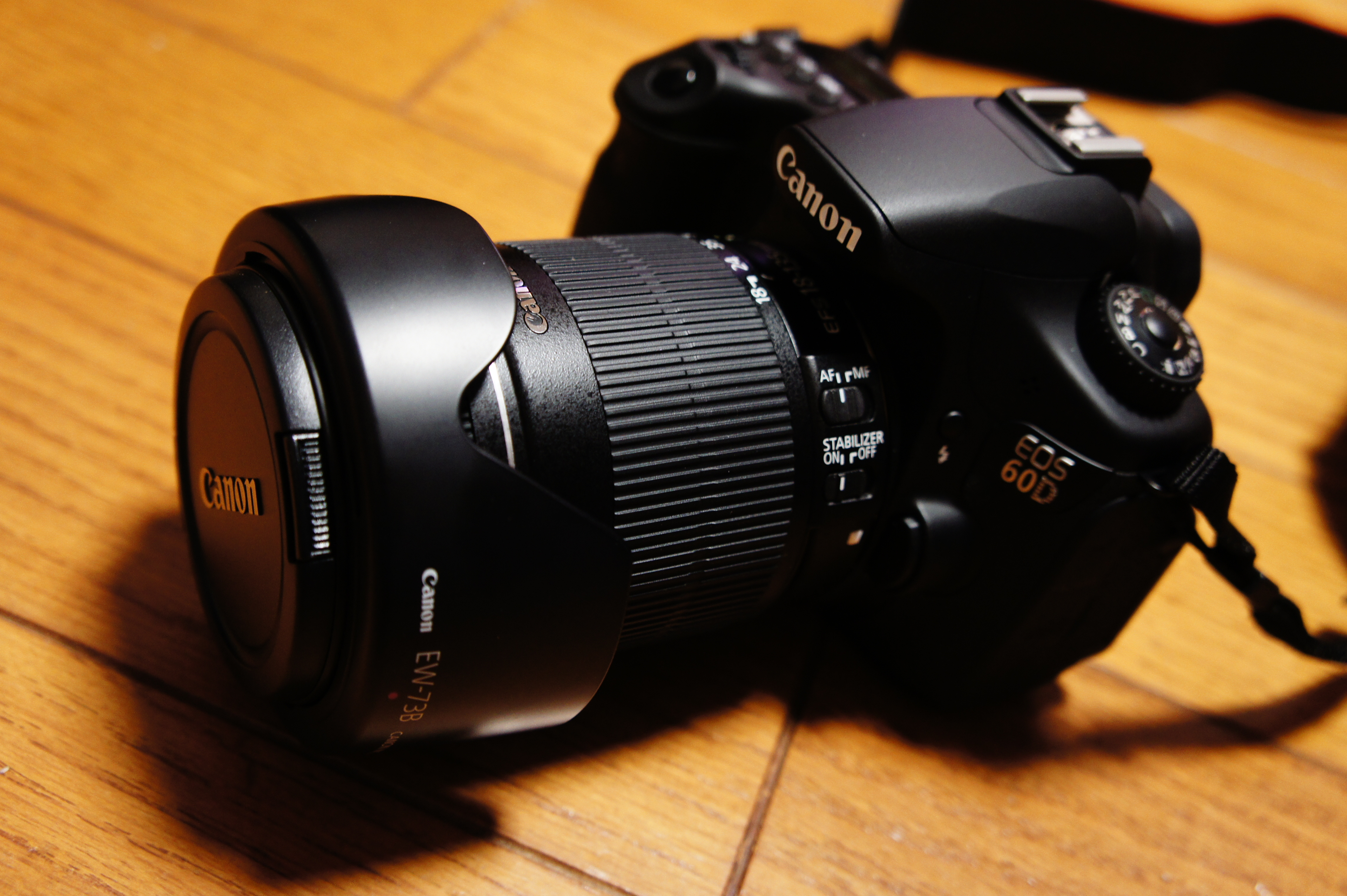
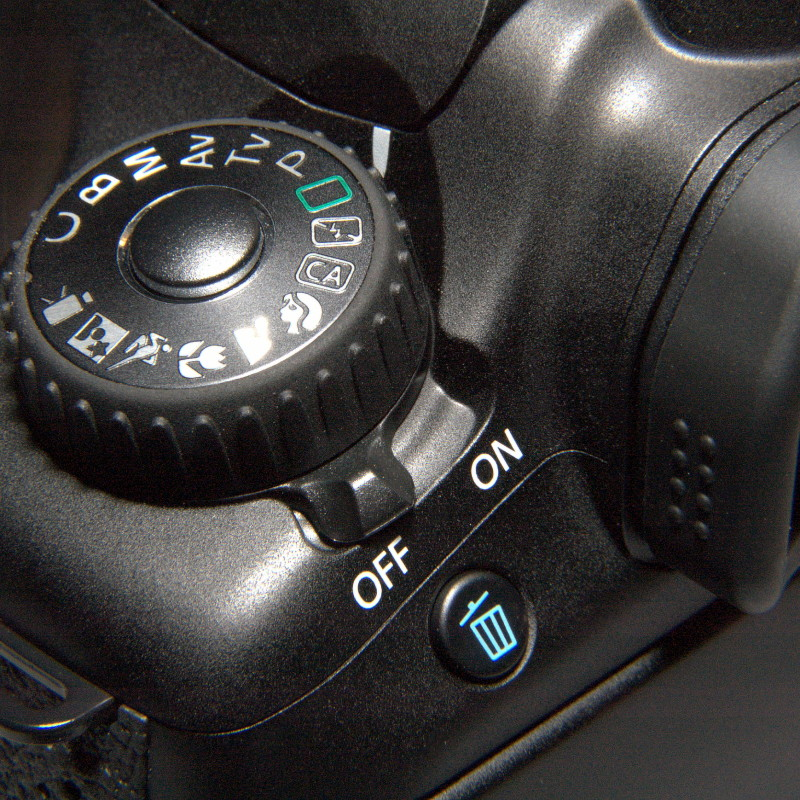
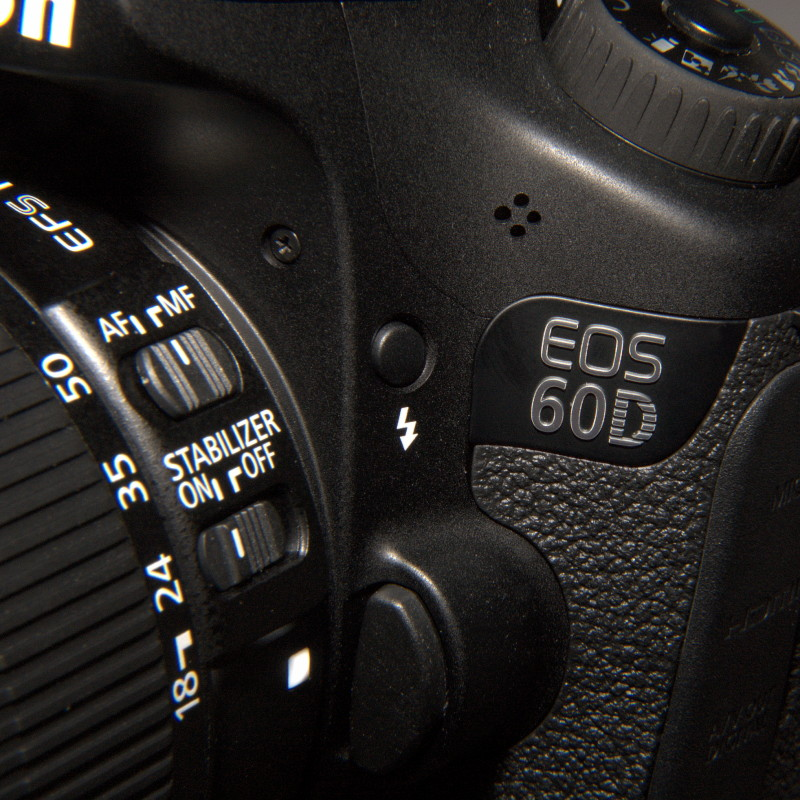

## 같이 보기
- 캐논
- 캐논 EOS
- 캐논 EF 마운트
- 캐논 EF-S 마운트
- 니콘 D90